# Матвєєв Олександр Миколайович
Олександр Миколайович Матвєєв (25 січня 1941, Миколаїв — 18 грудня 1999, там само) — радянський спортсмен-байдарочник та український тренер із веслування на байдарках, заслужений тренер СРСР.

## Життєпис
Під час спортивної кар'єри здобув титул чемпіона СРСР серед юнаків (1958—1959).
Випускник факультету фізичного виховання Миколаївського педагогічного інституту 1967 року. З 1970 року почав працювати тренером Миколаївської ДЮСШ № 2. У 1976 році перейшов працювати до Миколаївської обласної школи вищої спортивної майстерності. У 1981 році отримав почесне звання заслуженого тренера СРСР. З 1984 почав тренувати молодіжну збірну команду СРСР. У 1990 році перейшов на посаду заступника директора з навчальної роботи Миколаївського вищого училища фізичної культури.
Помер у Миколаєві 18 грудня 1999 року на 59-му році життя.

## Відомі вихованці
- Гайдамака Ігор Віталійович — дворазовий чемпіон та дворазовий срібний призер чемпіонатів світу з веслування на байдарках і каное, заслужений майстер спорту.

## Вшанування пам'яті
У Миколаєві щорічно проводиться відкритий чемпіонат міста з веслування на байдарках і каное серед юнаків пам'яті Олександра Матвєєва.